# Hardwick (Vermont)
Hardwick és una població dels Estats Units a l'estat de Vermont. Segons el cens del 2000 tenia 3.174 habitants.

## Demografia
Segons el cens del 2000, Hardwick tenia 3.174 habitants, 1.216 habitatges, i 854 famílies. La densitat de població era de 31,8 habitants per km².
Dels 1.216 habitatges en un 37,8% hi vivien nens de menys de 18 anys, en un 52,1% hi vivien parelles casades, en un 13,7% dones solteres, i en un 29,7% no eren unitats familiars. En el 22,5% dels habitatges hi vivien persones soles el 9% de les quals corresponia a persones de 65 anys o més que vivien soles. El nombre mitjà de persones vivint en cada habitatge era de 2,61 i el nombre mitjà de persones que vivien en cada família era de 3,06.
Per edats la població es repartia de la següent manera: un 29,5% tenia menys de 18 anys, un 7% entre 18 i 24, un 28,9% entre 25 i 44, un 22,7% de 45 a 60 i un 11,9% 65 anys o més.
L'edat mediana era de 36 anys. Per cada 100 dones de 18 o més anys hi havia 89,3 homes.
La renda mediana per habitatge era de 33.636 $ i la renda mediana per família de 39.278 $. Els homes tenien una renda mediana de 27.188 $ mentre que les dones 21.732 $. La renda per capita de la població era de 14.813 $. Entorn del 10,5% de les famílies i el 14% de la població estaven per davall del llindar de pobresa.